# Joaquín Urío Velázquez
Joaquín Urio Velázquez (Martutene, 18 d'abril de 1947) és un exàrbitre de futbol basc. Membre de l'Associació d'Àrbitres de Futbol de Guipúscoa, va passar diverses temporades a la primera divisió espanyola de futbol, on va arbitrar més de 200 partits, també internacionals, fins a la seva retirada el 1993.
Va tenir un arbitratge polèmic al partit Barça-Madrid de la primera divisió 1985-1986, en què va anul·lar de manera inconcebible un gol a Archibald per un fora de joc: l'escocès del Barça havia rebut una passada enrere de Marcos per marcar a porteria buida.
Va ser l'àrbitre de la tornada de la Supercopa d'Espanya de futbol 1990, un Clàssic que el Reial Madrid va guanyar per 4-1, per guanyar el títol per 5-1 en el global.